# Andrea Migliorini
Andrea Migliorini (* 22. März 1988 in Mestre) ist ein italienischer Fußballspieler.

## Karriere
Migliorini begann seine Karriere bei Udinese Calcio in der U-20, bevor er im Juli 2008 für eine Ablösesumme von 500.000 Euro zum AS Livorno wechselte. Im Januar 2009 wurde er zu Pro Patria Calcio ausgeliehen und blieb dort bis zum Ende der Saison. Er wurde anschließend zu SPAL Ferrara ausgeliehen, wo er im defensiven Mittelfeld spielt und zur Saison 2010/11 fest verpflichtet wurde. Nach dem Abstieg 2012 wechselte Miglorini zu FBC Unione Venedig, blieb dort aber nur ein halbes Jahr, bevor er sich dem slowenischen Erstligisten FC Koper anschloss, dort aber ebenfalls nur bis Saisonende blieb.
Im September 2013 erhielt er einen Kurzzeitvertrag über drei Monate beim australischen Profiklub Melbourne Heart, wo er als Ersatz für den verletzten Orlando Engelaar vorgesehen ist. Der Kontakt kam auf Empfehlung des früheren Heart-Spielers Vince Grella zustande, dem Migliorini als Testspieler des Sydney FC während deren Italien-Tour aufgefallen war. Nach guten Leistungen Migliorinis wurde sein Vertrag bis Juni 2014 verlängert.